# Christian County (Missouri)
Das Christian County ist ein County im US-amerikanischen Bundesstaat Missouri. Im Jahr 2020 hatte das County 88.842 Einwohner und eine Bevölkerungsdichte von 60,9 Einwohnern pro Quadratkilometer. Der Verwaltungssitz (County Seat) ist Ozark.
Das Christian County ist Bestandteil der Metropolregion um die Stadt Springfield.

## Geografie
Das County liegt in den Ozarks im Südwesten von Missouri, ist im Süden etwa 40 km von Arkansas entfernt und hat eine Fläche von 1461 Quadratkilometern, wovon zwei Quadratkilometer Wasserfläche sind. Es grenzt an folgende Nachbarcountys:
|                 | Greene County | Webster County |
| Lawrence County | Kompass       | Douglas County |
| Stone County    | Taney County  |                |

## Geschichte
Das Christian County wurde am 8. März 1859 aus Teilen des Greene County, Taney County und Webster County gebildet. Benannt wurde es nach William Christian, einem Offizier im Amerikanischen Unabhängigkeitskrieg. In den 1990er Jahren war das County, gemessen an der Einwohnerzahl, das am schnellsten wachsende County in Missouri mit einer Steigerung von über 66 Prozent.

## Demografische Daten
Nach der Volkszählung im Jahr 2010 lebten im Christian County 77.422 Menschen in 28.385 Haushalten. Die Bevölkerungsdichte betrug 53,1 Einwohner pro Quadratkilometer. In den 28.385 Haushalten lebten statistisch je 2,60 Personen.
Ethnisch betrachtet setzte sich die Bevölkerung zusammen aus 95,7 Prozent Weißen, 0,6 Prozent Afroamerikanern, 0,6 Prozent amerikanischen Ureinwohnern, 0,5 Prozent Asiaten sowie aus anderen ethnischen Gruppen; 1,8 Prozent stammten von zwei oder mehr Ethnien ab. Unabhängig von der ethnischen Zugehörigkeit waren 2,5 Prozent der Bevölkerung spanischer oder lateinamerikanischer Abstammung.
27,4 Prozent der Bevölkerung waren unter 18 Jahre alt, 60,4 Prozent waren zwischen 18 und 64 und 12,2 Prozent waren 65 Jahre oder älter. 21,4 Prozent der Bevölkerung war weiblich.

Das jährliche Durchschnittseinkommen eines Haushalts lag bei 51.135 USD. Das Prokopfeinkommen betrug 23.720 USD. 9,5 Prozent der Einwohner lebten unterhalb der Armutsgrenze.

## Ortschaften im Christian County
Citys
| - Billings - Clever - Fremont Hills | - Highlandville - Nixa - Ozark | - Republic1 - Sparta - Springfield1 |

Village
- Saddlebrooke2

Census-designated place (CDP)
- Spokane

Unincorporated Communities
| - Abadyl - Boaz - Bruner - Cassidy - Chadwick - Chestnutridge | - Christian Center - Elkhead - Garrison - Green Mound Ridge - Keltner - Linden | - Low Gap - McCracken - Montague - Oldfield - Pine Ridge - Riverdale | - Selmore - Shady Grove - Terrell |

1 – überwiegend im Greene County

2 – zu einem kleinen Teil im Taney County

## Gliederung
Das Christian County ist in 26 Townships eingeteilt:
| Township                | Einwohner (2010) | FIPS     |
| ----------------------- | ---------------- | -------- |
| Bruner Township         | 948              | 29-09010 |
| Cassidy Township        | 7639             | 29-11878 |
| Chadwick Township       | 409              | 29-12970 |
| East Benton Township    | 458              | 29-20746 |
| East Finley Township    | 6240             | 29-20846 |
| East Polk Township      | 2217             | 29-21041 |
| Garden Grove Township   | 2929             | 29-26441 |
| Garrison Township       | 197              | 29-26542 |
| Lead Hill Township      | 148              | 29-41006 |
| Lincoln Township        | 4953             | 29-42644 |
| Linden Township         | 1912             | 29-42968 |
| McCracken Township      | 2121             | 29-44858 |
| North Galloway Township | 3626             | 29-53066 |

| Township                | Einwohner (2010) | FIPS     |
| ----------------------- | ---------------- | -------- |
| North Linn Township     | 889              | 29-53147 |
| Northview Township      | 6562             | 29-53341 |
| Oldfield Township       | 514              | 29-54308 |
| Riverside Township      | 6773             | 29-62116 |
| Rosedale Township       | 9501             | 29-63133 |
| Seneca Township         | 112              | 29-66656 |
| South Galloway Township | 2031             | 29-68816 |
| South Linn Township     | 238              | 29-68948 |
| Sparta Township         | 2719             | 29-69320 |
| Union Chapel Township   | 8295             | 29-75104 |
| West Benton Township    | 580              | 29-78550 |
| West Finley Township    | 4366             | 29-78752 |
| West Polk Township      | 1045             | 29-78954 |